# The Blue Yusef Lateef
The Blue Yusef Lateef je studiové album amerického jazzového hudebníka Yusefa Lateefa, vydané v roce 1968 u vydavatelství Atlantic Records. Nahráno bylo ve dnech 23. a 24. dubna 1968 ve studiu RCA Studios v New Yorku a jeho producentem byl Joel Dorn.

## Seznam skladeb
| Pořadí | Název                        | Autor        | Délka |
| ------ | ---------------------------- | ------------ | ----- |
| 1.     | Juba Juba                    | Yusef Lateef | 4:23  |
| 2.     | Like It Is                   | Lateef       | 7:35  |
| 3.     | Othelia                      | Lateef       | 4:37  |
| 4.     | Moon Cup                     | Lateef       | 3:18  |
| 5.     | Back Home                    | Lateef       | 5:03  |
| 6.     | Get Over, Get Off and Get On | Hugh Lawson  | 3:46  |
| 7.     | Six Miles Next Door          | Lateef       | 4:46  |
| 8.     | Sun Dog                      | Lateef       | 3:05  |

## Obsazení
- Yusef Lateef – tenorsaxofon, flétna, koto, tampura, güiro, zpěv
- Blue Mitchell – trubka
- Sonny Red – altsaxofon
- Buddy Lucas – harmonika
- Hugh Lawson – klavír
- Kenny Burrell – kytara
- Cecil McBee – kontrabas
- Bob Cranshaw – baskytara
- Roy Brooks – bicí
- Selwart Clarke – housle
- James Tryon – housle
- Alfred Brown – viola
- Kermit Moore – violoncello
- The Sweet Inspirations – harmonické vokály